# Hassi El Euch
Pour les articles homonymes, voir Hassi.
Hassi El Euch est une commune de la wilaya de Djelfa en Algérie.